# Constança de Castela, rainha de França
Constança de Castela (em francês:  Constance; 1138 — Paris, 6 de outubro de 1160), foi rainha consorte de França, segunda esposa de Luís VII de França. Era filha de Afonso VII de Leão e Castela e de Berengária de Barcelona.

## Biografia
Depois de Luís VII de França anular o seu casamento com Leonor da Aquitânia a pretexto de consanguinidade, este escolheu outra esposa para lhe dar o herdeiro que tanto desejava. Por ironia, Constança tinha uma proximidade de parentesco ainda maior com o rei do que Leonor.
Casados em Orleães na Primavera de 1154, deste casamento nasceram:
- Margarida de França (1158-1197), casada em 1172 com Henrique o Jovem da Inglaterra e em 1186 com o rei Bela III da Hungria;
- Adela de França, condessa de Vexin (1160 - 1218 ou 1221), noiva de Ricardo I de Inglaterra, casou em 1195 com Guilherme III, conde de Ponthieu.

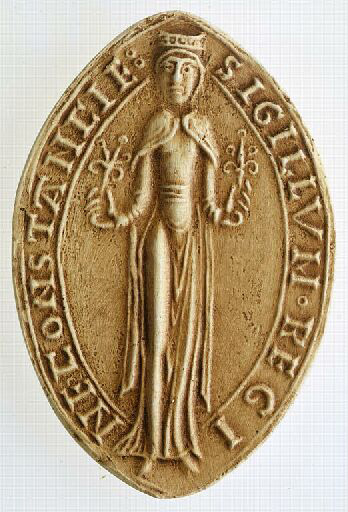
Selo da rainha Constança.

Constança morreu em Paris a 4 de Outubro de 1160, depois de uma peregrinação a Santiago de Compostela, ao dar à luz a segunda filha do casal, Adélia de França (também chamada de Adelaide ou Alice). Luís casou-se novamente, com Adélia de Champagne, apenas cinco semanas após o seu falecimento, desesperado por um herdeiro para a sua casa real.